# Палаузьке сільське поселення
Палау́зьке сільське поселення (рос. Палаузское сельское поселение) — муніципальне утворення у складі Сисольського району Республіки Комі, Росія. Адміністративний центр — село Палауз.

## Населення
Населення — 176 осіб (2017, 213 у 2010, 281 у 2002, 332 у 1989).

## Склад
До складу поселення входять такі населені пункти:
| Населений пункт        | Населення, осіб (1989) | Населення, осіб (2002) | Населення, осіб (2010) |
| ---------------------- | ---------------------- | ---------------------- | ---------------------- |
| Вознесенська, присілок | 27                     | 16                     | 9                      |
| Катидпом, присілок     | 27                     | 25                     | 15                     |
| Палауз, село           | 209                    | 194                    | 159                    |
| Підгор'є, присілок     | 43                     | 32                     | 24                     |
| Ярковська, присілок    | 26                     | 14                     | 6                      |